# 三色紙

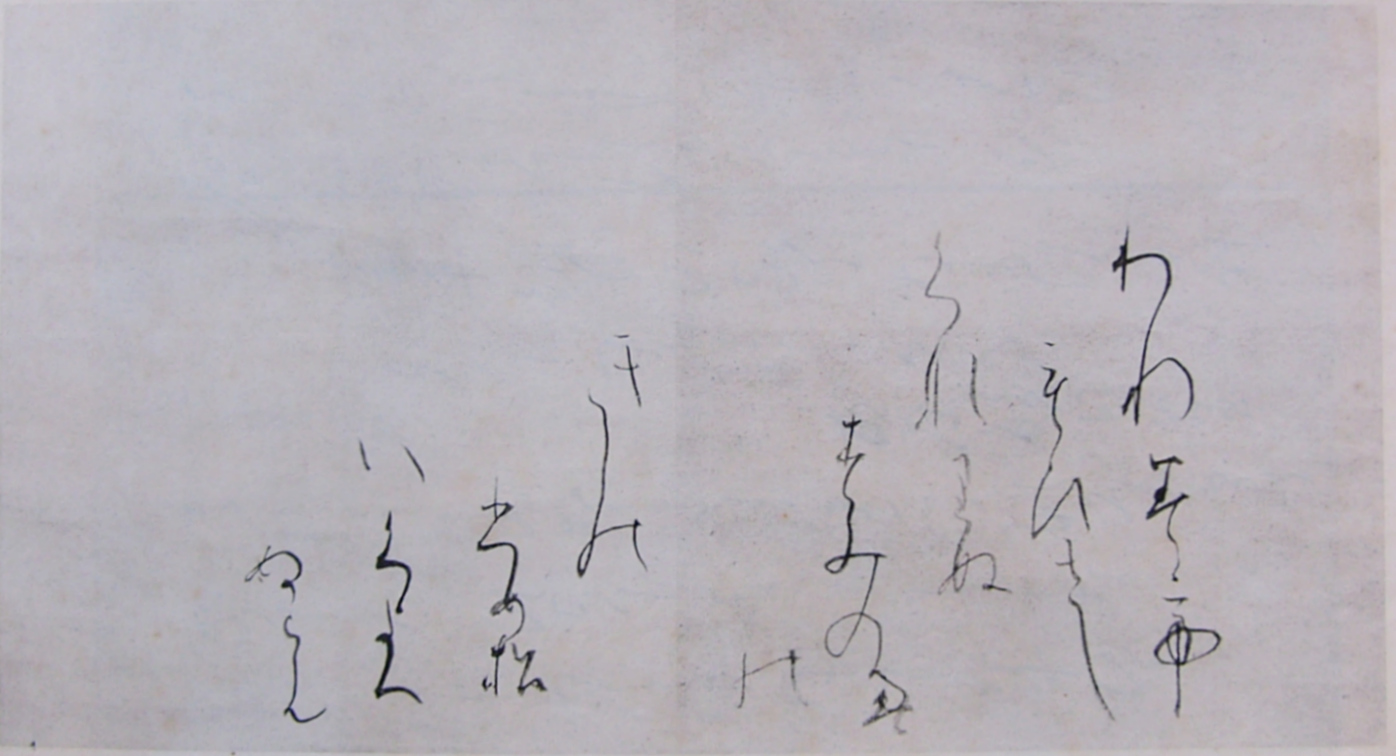
『継色紙』（われみても）九州国立博物館蔵、重要文化財

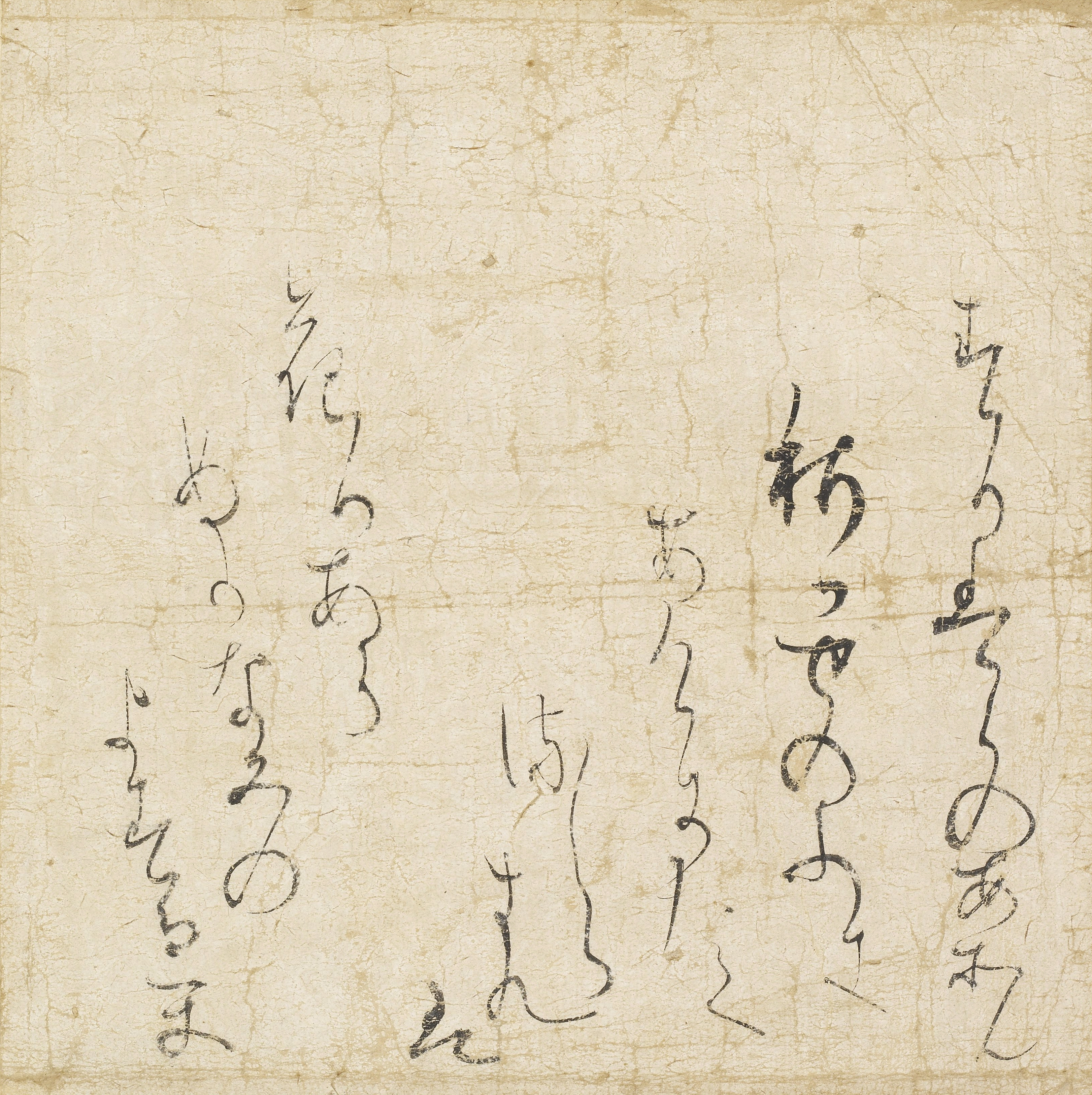
『寸松庵色紙』（すかはらのあそん）野村美術館蔵、重要文化財

三色紙（さんしきし）とは、平安時代屈指の「かな書」の名筆（古筆）である、『継色紙』、『寸松庵色紙』、『升色紙』の総称である。

## 概要

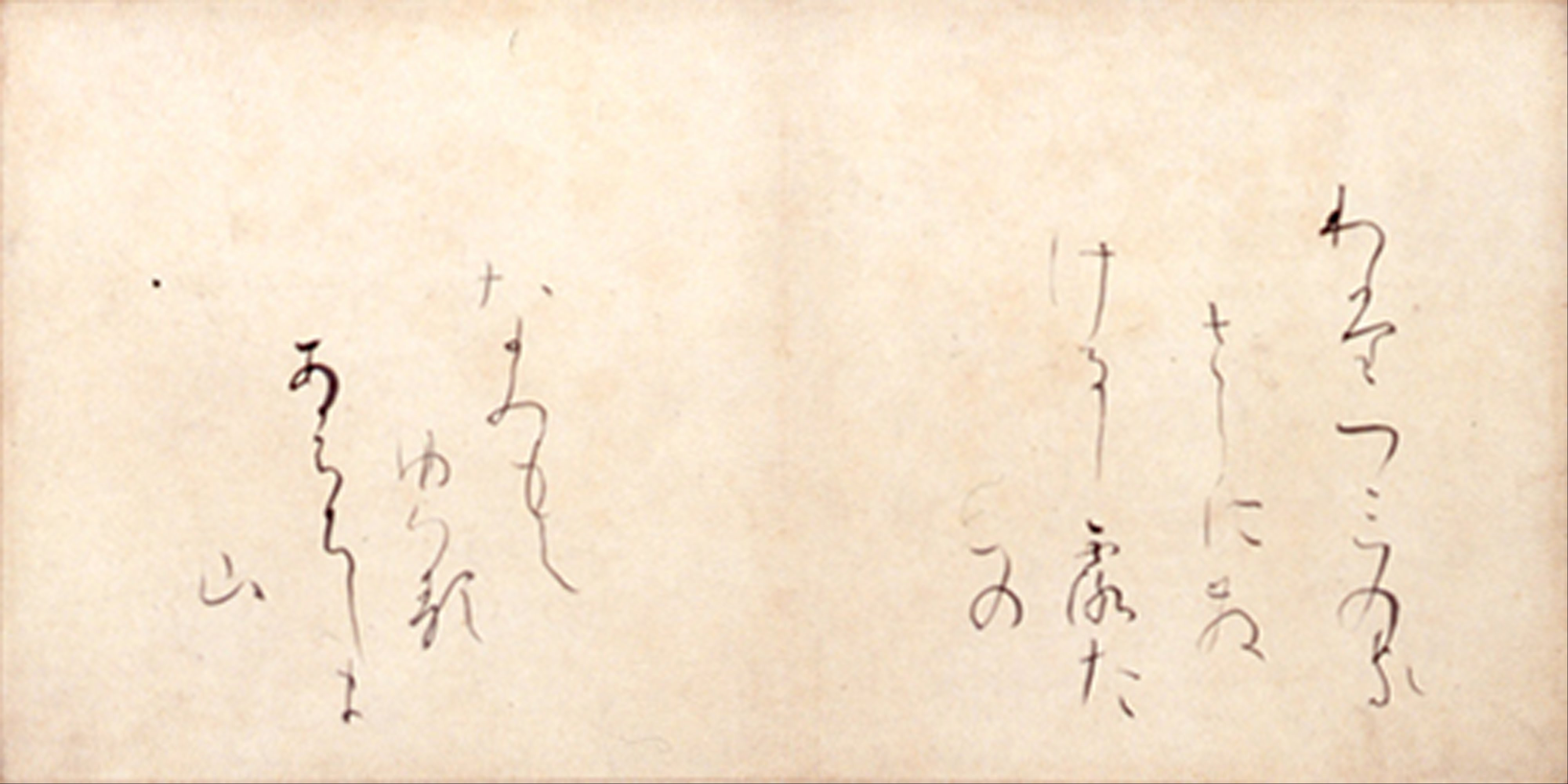
『継色紙』（わたつみの）MOA美術館蔵、重要文化財

古来、三色紙は古筆中でも最高のものといわれ、色紙の三絶と称されている。ただし、「三色紙」の語が定着したのはかなり遅く、昭和初期頃と推測される。色紙と呼ばれるが、もとは冊子本で、それが分割されて色紙形になった。伝称筆者は、『継色紙』が小野道風、『寸松庵色紙』が紀貫之、『升色紙』が藤原行成とされてきたが、今日では否定され、筆者は不明である。書写年も未詳であるが、『継色紙』が10世紀半ばから11世紀前半、『寸松庵色紙』と『升色紙』が11世紀後半とされている。
10世紀半ばは、かなが草仮名から女手へ発展する頃で、『継色紙』では草仮名が使われている。それから、藤原行成や藤原道長の時代に「かな書」は全盛期を迎え、『高野切』などが生まれた。『寸松庵色紙』と『升色紙』はそれより少し後の院政期を迎えるころのものである。

### 三色紙の特徴
和歌1首が1枚の紙面に数行で書かれているが、各行の行頭の位置が違い、行末の位置も一定しない。個々の行もまっすぐには書かれておらず、行頭から行末にかけて右下方向へ傾いている例が多い。行間幅も不定で、比較的行間隔を揃えて書かれた『寸松庵色紙』でも、最終行が前の行に寄り添うように接近する例がある。さらに改行にも法則性が見い出せず、下部にまだ十分なスペースが残っているのに改行する例、歌の意味の流れや語彙のまとまりに背いて改行される例などがある。『升色紙』においては、右から左へ行が進行した後、最後の行が書き始めの行より右に戻って書かれている。また、同じく『升色紙』において、一度書いた行の上に、次の行を重ねて書いている例もある。
中国唐代を代表する『九成宮醴泉銘』・『孔子廟堂碑』・『雁塔聖教序』などの作品は、行頭・行末を揃え、左右の文字の位置を揃え、行をまっすぐに書いており、上述の散らし書きといかに対照的な書字法であるかが分かる。

### かな書の美
『源氏物語』末摘花の巻の中で、「手は、さすがに文字つよう、中さだのすぢにて、上下ひとしく書い給へり。みるかひなう、うちおき給ふ。」と、行の長さや高さをそろえて書いた手紙を時代後れとしているように、10世紀後半には日常の手紙でも散らし書きが使われていた。
まっすぐに並んだものや大きさを揃えたものは、統一感のある美をもたらす。それゆえ、文字の大きさを揃え、書き出しの位置を揃え、文字の間隔を揃え、まっすぐに1行を書き、行の間隔を揃えるために苦心する。ところが三色紙はその苦心を嘲笑うかのように不揃いであり一定しない。高村光太郎は『書の深淵』の中で、「わたくしはまだ、一行の平安朝仮字書きの美に匹敵する外国人の抽象的線美を見たことがない。」と、平安朝の「かな書」を絶賛しているが、なぜこのような不揃いの「かな書」が美しいと感じられるのだろうか。石川九楊は次のように述べている。

戦後のいわゆる「かな書家」が、「散らし書き」・「連綿遊糸の美」・「余白の美」・「濃淡の美」等と「かな書の美」をモザイク的に分類しているが、ほとんど解答を得られない。それらの結果をもたらした所以にまで溯らねばならないのだ。

### 三色紙の評価
鈴木翠軒は『寸松庵色紙』について、「線条の味と連綿の妙は、古筆中この右に出るものはない。先ず線の強さが尋常でない。意の向うところ、筆のゆくまま一気に書き流してはあるが、少しも軽躁の幣に陥っていない。ただただ敬服の外はない。（趣意）」と述べ、『継色紙』については、「線質・線条・連綿は『寸松庵色紙』に及ばないが、散らし方は独特で劣るとは思えない。」とし、『升色紙』については、「散らしの研究にはよい参考になるが、『寸松庵色紙』、『継色紙』より劣る。」と、三色紙の中で『寸松庵色紙』が最も優秀であるとしている。そして古筆中、最も著名な『高野切第一種・第二種・第三種』に対しては酷評しており、三色紙、特に『寸松庵色紙』の評価が極めて高いことが分かる。

## 三色紙

### 継色紙

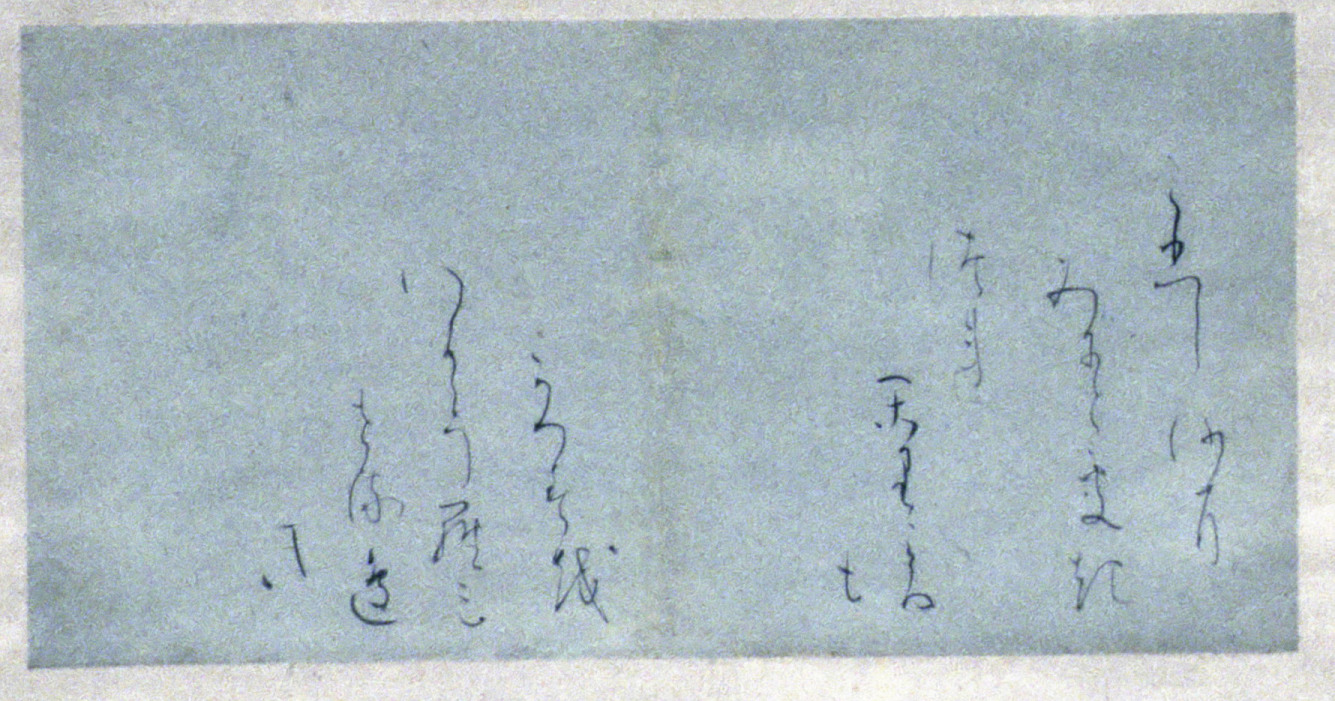
『継色紙』（こひしさに）東京国立博物館蔵

『継色紙』（つぎしきし）はもと粘葉装の冊子本であったと考えられる。『古今和歌集』・『万葉集』などの歌を、紫、藍、赭、緑などに染めた鳥の子紙に書写したものである。和歌は、粘葉装の糊代のない部分、すなわち二つ折りにした料紙の内面のみに書写され、多くの場合、1首の歌の前半と後半を2葉にわたって書写している。のちに原本の断簡が軸に仕立てられたが、その際、原本では各歌の前半・後半が2葉にわたって書写されていたものを、料紙中央の折り目で切断し、繋ぎ合わせたため、断簡は結果として色紙2枚を継いだ形となることから、『継色紙』の名がある。なお、2004年に重要文化財に指定された1幅（よしのかは）は、未切断の料紙2葉（それぞれに上句と下句を書す）を1つの軸に表装したもので、元の冊子本の面影を伝えている。。
『継色紙』の名は、明治中期の古筆研究が盛んになり始めてからのもので、江戸時代末期刊行の『古筆名葉集』には「半首切」と記されている。
『うつほ物語』に「男（手）にもあらず、女（手）にもあらず」と記された草仮名が、極めて自然な形で女手と巧みに交用され、また、「悪」（あ）・「盈」（え）・「祈」（き）・「倶」（く）・「致」（ち）・「帝」（て）・「廬」（ろ）など、後世の古筆切には余り見慣れない珍しい字母が使用されている。
その書風は情感あふれた優美なもので、余白と点画・行の間隔や傾き・墨継ぎの妙など、心憎いばかりの空間処理で、実に見事な散らしである。この散らし方の巧妙なことは、他の古筆に匹敵するものがない。何の苦もなく高低をつけ、4〜5行に書いているように見えながら、広狭浮沈・濃淡などのうまさがある。漢字的用筆の残った「かな」は枯淡の境地を成立せしめ、極めて格調の高い作品である。
明治39年（1906年）までは石川県大聖寺の前田家に16首半の零本（完全でない本）が伝えられ、この年に1首ずつに分割された。現在確認される『継色紙』の和歌は、1首が出典未詳のほかは、『古今和歌集』所収歌が27首、『万葉集』所収歌が6首の計34首である。大きさは、縦13.1cm〜13.3cm、横25.0cm〜26.4cm。所蔵は、東京国立博物館、五島美術館、徳川美術館、畠山記念館、湯木美術館、逸翁美術館、藤田美術館、滴翠美術館、兵庫県立美術館西宮頴川分館、香雪美術館、MOA美術館、出光美術館（2点所蔵、1点は重要文化財）、三井記念美術館ほか、諸家分蔵。
重要文化財指定物件は以下のとおり（「　」内は初句）
「なつのよは」（東京国立博物館）、「ふゆこもり」（個人蔵）、「むめのかの」（出光美術館）、「めつらしき」（五島美術館）、「あしひきの」（個人蔵）、「あまつかせ」（逸翁美術館）、「われみても」（九州国立博物館）、「わたつみの」（MOA美術館）、「つくはねの」（藤田美術館）、「神かきの」（湯木美術館）、「きみをおきて」（畠山記念館）、「よしのかは」（文化庁）

### 寸松庵色紙

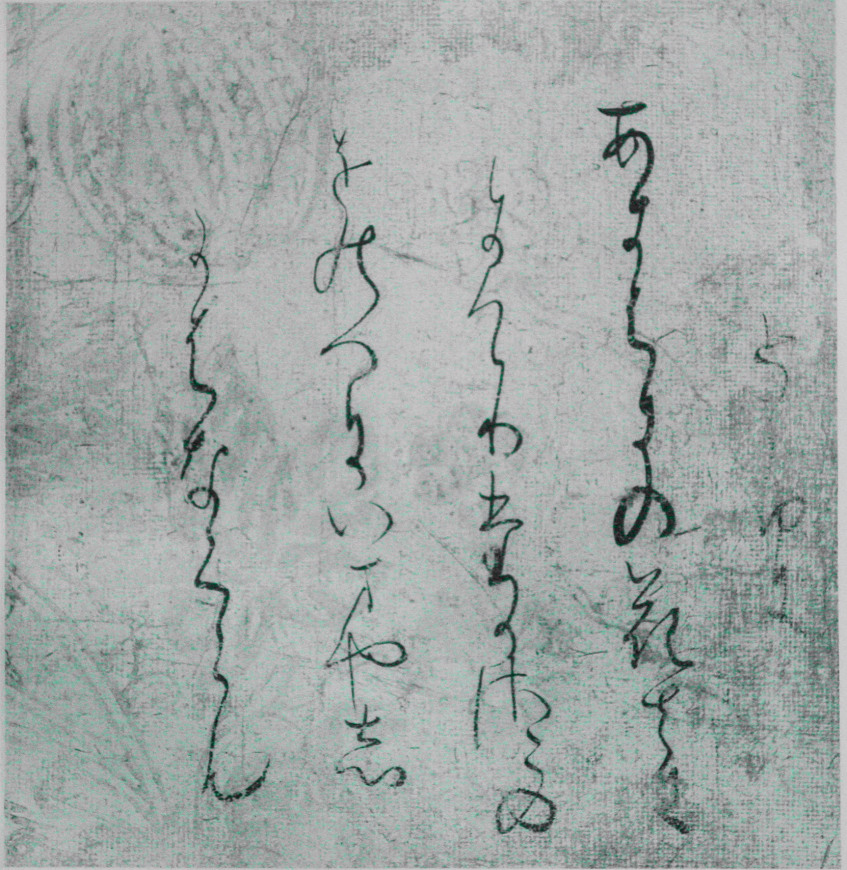
『寸松庵色紙』（あきはぎの）
五島美術館蔵 重要文化財

『寸松庵色紙』（すんしょうあんしきし）は、『古今和歌集』四季の歌を抜き書きしたもので、もと粘葉装冊子であったが、分割され色紙形になった。織田信長の家臣で茶人の佐久間実勝（将監）の茶室寸松庵に一部の断簡が伝来したことからこの名がある。この庵は黒田長政が建立開基した大徳寺龍光院の境内に築かれ、前庭一面に小松を植えていたので寸松庵と名付けられた。
もと和泉国南宗寺の襖に36葉の断簡が張られていたが、将監がその内の12枚を江月宗玩を介して烏丸光広から入手し、1枚ごとにその歌意を土佐光則に描かせた金地扇面画を添えて帖に仕立てた。中国渡来の唐紙（からかみ）を用いており、色は白、薄縹、黄丹、薄茶などで、何れも布目が打たれ、文様も変化に富んでいる。この色紙が有名になったのち、南宗寺から同種のものが出てきて、現在約40枚あるといわれている。一般的にはこれらすべてを『寸松庵色紙』と呼んでいるが、最初の12枚だけが『寸松庵色紙』で、あとのものは「『寸松庵色紙』と同種のもの」というべきだと主張する人もいる。。
色紙とその歌意を表した扇面画がともに伝来するものは4例ある。そのうち、2003年に重要文化財に指定された一葉（しものたて）は、色紙とその歌意を表した扇面画とを同じ台紙に張り、掛幅に表装したものである。
書風は典麗高雅。線は勁く緩急自在の変化は見事で、古来、散らし書きの絶品といわれる。散らし方に大体2通りあり、1つは上下または左右に2段に分けて散らしたもの、1つは4行または5行を扇の骨のように上を広く下を狭く書いている。後者の散らし方は『寸松庵色紙』独特のもので、素朴な自然さの中に何とも言えぬ落ち着きを見せている。大きさは、縦12.9cm〜13.3cm、横12.3cm〜12.8cm。所蔵は個人が多く、東京国立博物館、野村美術館、五島美術館、畠山記念館、三井記念美術館、静嘉堂文庫、前田育徳会、遠山記念館、MOA美術館、湯木美術館、藤田美術館ほか、諸家分蔵。
重要文化財指定物件は以下のとおり（「　」内は初句）
「たかための」（畠山記念館）、「しらゆきの」（個人蔵）、「むめのかを」（遠山記念館）、「よしのかは」（湯木美術館）、「秋のつき」（東京国立博物館）、「ちはやふる」（京都国立博物館）、「ふみわけて」（個人蔵）、「わかきつる」（個人蔵）、「すかはらのあそん」（野村美術館）、「あきはきの」（五島美術館）、「しものたて」（個人蔵）

### 升色紙

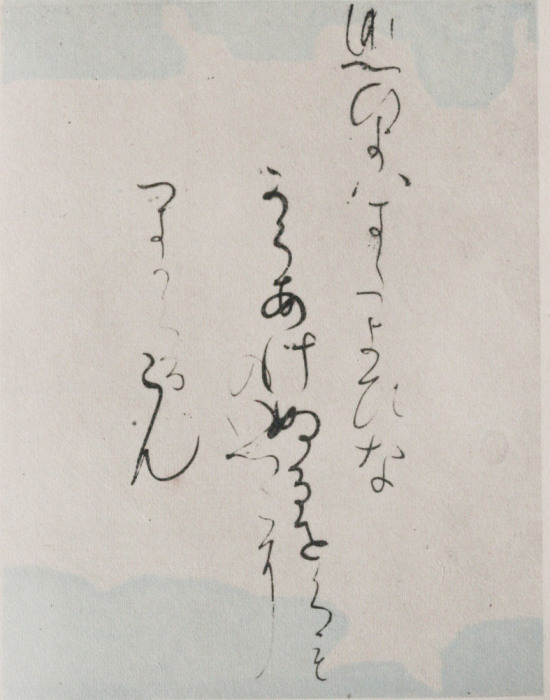
『升色紙』（なつのよは）

『升色紙』（ますしきし）は、元は清原深養父の歌集を書写した冊子本であったが、後に分割され、現在は殆ど掛物に改装されている。料紙の升の形からこの名がある。料紙は高野切とほぼ同じ鳥の子の白紙、淡藍紙、染紙、雲紙などを用いているが、すべて雲母が蒔かれていて高雅である。
優雅婉麗な書風で平安朝の名にふさわしい趣がある。文字は宛転して滞るところがなく、古筆の中で最も細く品のよい線が用いられ、散らしの美しさも優れている。線がふっくらとして実に艶美な感じを与えるが、濃淡の変化の際立った墨つぎと、太い線と細い線を絡ませてゆく技巧とが、この色紙に一段と精彩を添えている。なお、歌行頭の斜線（合点）や「古」などの書入れは藤原定家によるもので、かつては彼の所有品であったことがわかる。大きさは、縦13.7cm〜13.8cm、横11.8cm。現存数はおよそ30点。こちらも個人蔵が多く、他に東京国立博物館、三井記念美術館、畠山記念館、五島美術館、藤田美術館、湯木美術館、白鶴美術館（古筆手鑑所収）、文化庁（古筆手鑑『かりがね帖』（重要文化財）所収）など、諸家分蔵。

## 平安朝古筆の分類と三色紙の位置
平安時代から鎌倉時代にかけて書かれた「かな書」の名筆を古筆というが、その出発点となった平安時代の古筆は鎌倉以後のものとは書風が異なり区別される。この平安朝古筆を同筆・同系統で分類すると、「発展期の古筆」（男性的書風）、「完成期の古筆」（古典主義的書風）、「爛熟期の古筆」（ロマン主義的書風）、「移行期の古筆」（個性的書風と直截的書風）に分けることができる。その完成期までの古筆は特に上代様と称され、今日に至ってもかな古典の代表として多くの学書者の手本とされている。三色紙はこの上代様に属し、『寸松庵色紙』と『升色紙』は完成期に位置する。『継色紙』は発展期と完成期の中間に位置するが、ここでは発展期に含める。

### 発展期の古筆
10世紀末ごろの書写と見られる草仮名の遺品であり、『秋萩帖』の系統に代表される。しかし、このころ既に、『因幡国司解案紙背仮名消息』や『虚空蔵菩薩念誦次第紙背仮名消息』など女手の完成を示す文書類が日常に書かれており、女手の全盛期といえる。このような時期に草仮名が用いられた理由について筆跡研究家の渡部清は、「原本が草仮名であったため同じような書体で書写したか、あるいは少し改まった態度でやや古い書体を用いて書写したということであろうか。」と記している。

#### 秋萩帖系統（男性的）
いずれも草仮名による男性的な書である。
- 『秋萩帖』（伝小野道風筆）
- 『自家集切』（伝紀貫之筆）
- 『綾地歌切（賀歌切）』（伝藤原佐理筆）など

#### 継色紙（枯淡）
草仮名と女手の交用による散らし書きの優品で完成期に近い枯淡の書である。
- 『継色紙』（伝小野道風筆）

### 完成期の古筆
11世紀半ばから後半の書写と考えられる完成期の古筆は、かなの典型ともいえ、優雅、典雅という言葉があてはまり、激しさを表にすることがない。また、字形の変化も後の爛熟期の古書に比べて乏しいが、線に、そして連綿線にこめられた厳しさ、緊張感は抜群である。線の内に強さがこもっている。
完成期の古筆は4つの系統に分けられる。『高野切』の3つの系統と『関戸本古今集』の系統である。『関戸本古今集』系統は、『高野切』の書風より抑揚、強弱、軽重等の変化、そして自由さを増した書風である。

#### 高野切第一種系統（典雅）

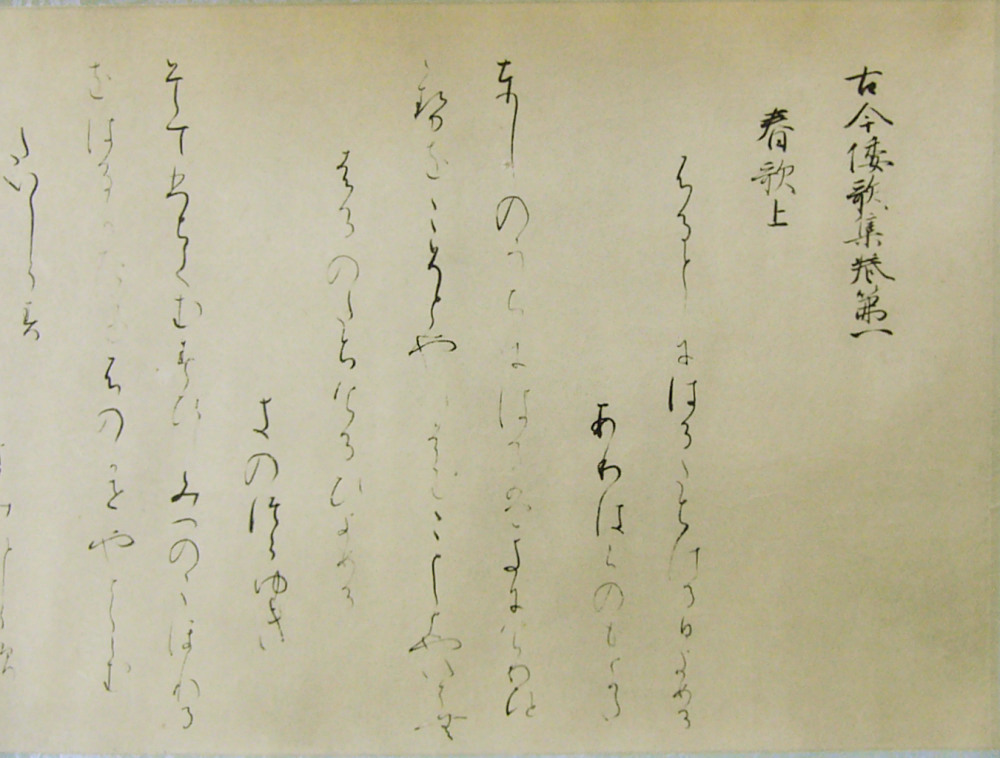
『高野切第一種』（部分）

温雅で格調高く、ゆったりとした書風。端正な字形で貴族の誇りを感じさせる。
- 『高野切第一種』（伝紀貫之筆）
- 『深窓秘抄』[18]（伝宗尊親王筆）
- 『大字和漢朗詠集』（伝藤原行成筆）など

#### 高野切第二種系統（荘重）

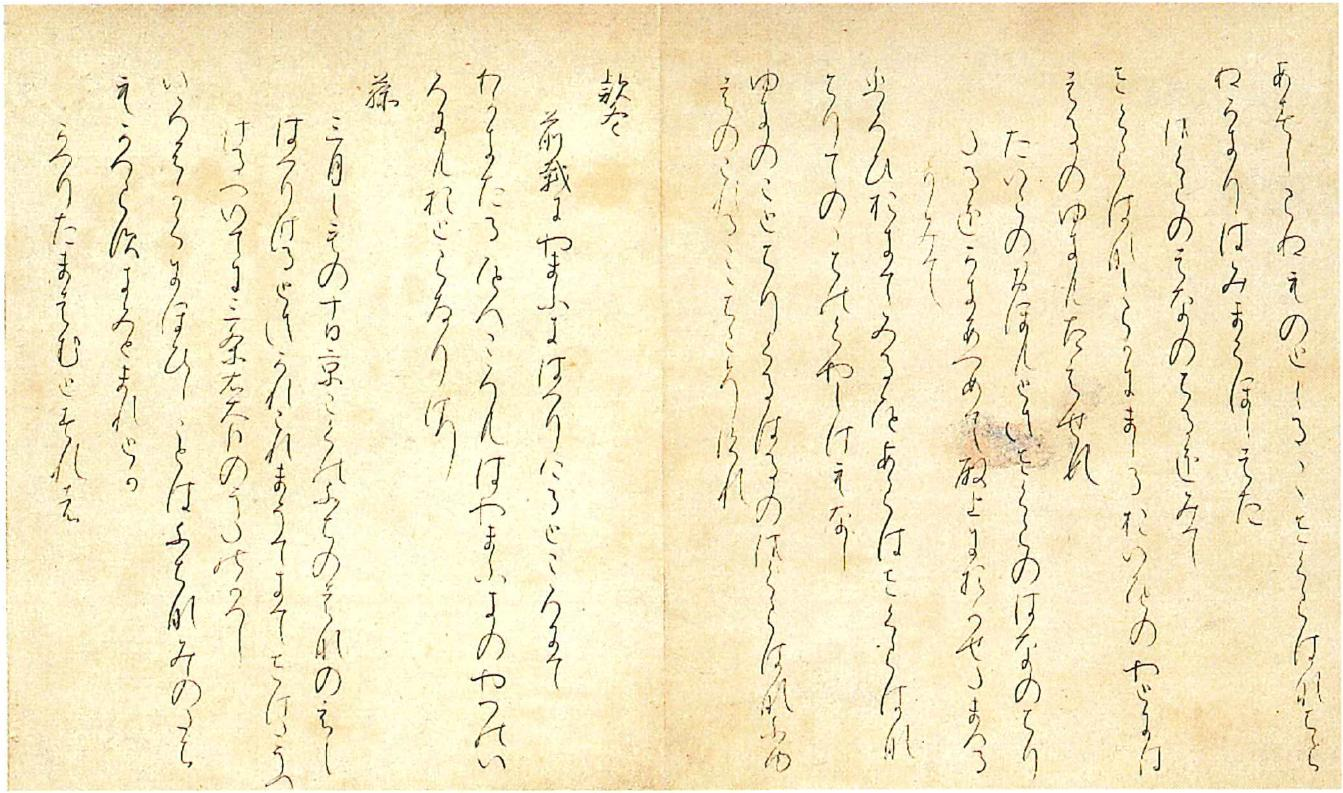
『堤中納言集』（部分）

筆力粘り強く、落ち着きある書風。力強く荘重で高雅な趣がある。
- 『高野切第二種』（伝紀貫之筆、源兼行筆（推定））
- 『桂本万葉集』（伝紀貫之筆）
- 『升色紙』[3]（伝藤原行成筆）
- 『関戸本朗詠集』（伝藤原行成筆）
- 『堤中納言集』[18]（伝紀貫之筆）など

#### 高野切第三種系統（明快）
軽快で明るく若々しい書風。知的明快で近代性に富む。
- 『高野切第三種』（伝紀貫之筆）
- 『粘葉本和漢朗詠集』（伝藤原行成筆）
- 『蓬萊切』（伝藤原行成筆）
- 『近衛本和漢朗詠集』[18]（伝藤原行成筆）など

#### 関戸本古今集系統（律動感）

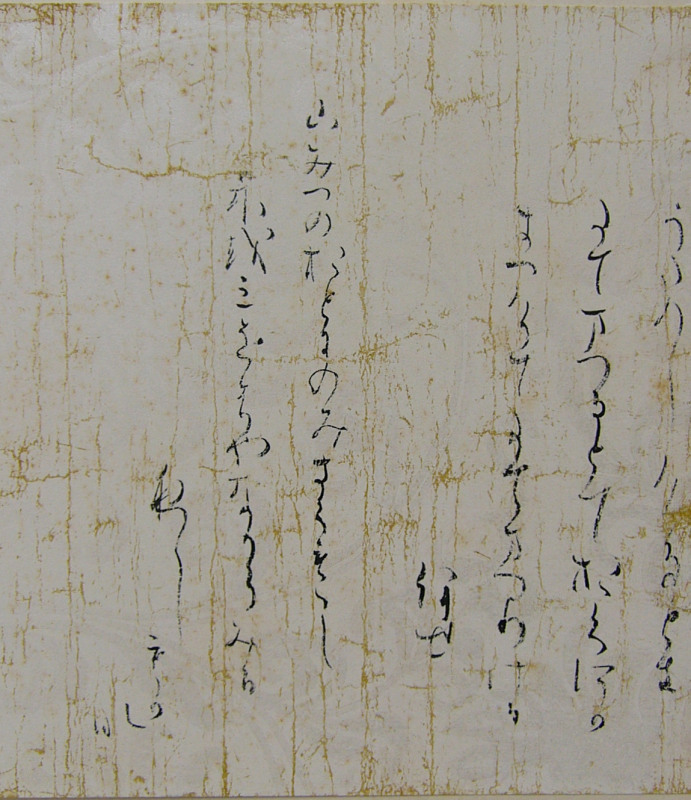
『本阿弥切』（部分）

しっかりとした線、粘り、律動感は共通する特長である。
- 『関戸本古今集』（伝藤原行成筆）
- 『寸松庵色紙』（伝紀貫之筆）
- 『升色紙』[18]（伝藤原行成筆）
- 『曼殊院本古今集』[18]（伝藤原行成筆）
- 『本阿弥切』（伝小野道風筆）
- 『針切』（伝藤原行成筆）など